# 879 (číslo)
Osm set sedmdesát devět je přirozené číslo. Římskými číslicemi se zapisuje DCCCLXXIX a řeckými číslicemi ωοθʹ. Následuje po čísle osm set sedmdesát osm a předchází číslu osm set osmdesát.

## Matematika
879 je:
- Deficientní číslo
- Poloprvočíslo
- Složené číslo
- Nešťastné číslo

## Astronomie
- (879) Ricarda je planetka hlavního pásu, kterou objevil v roce 1917 Max Wolf

## Roky
- 879
- 879 př. n. l.